# Sebastián Díaz de Andrade Mardones
Sebastián Díaz de Andrade Mardones (Santiago de Chile, 1741-1813), más comúnmente referido como Fray Sebastián Díaz, fue un fraile dominico y filósofo chileno.

## Biografía
José Antonio Sebastián Díaz de Andrade Mardones nació en Santiago en 1741; hijo de Martín Díaz de Andrade, capitán español oriundo de Ceuta, y María Josefa Mardones de Araya, descendiente de Pedro de Valdivia. Tuvo un hermano, llamado José Alberto Diaz.
A los 16 años ingresó a la Orden de Predicadores. Hay poca claridad con respecto a su etapa juvenil dentro de la orden:

La juventud con que Díaz pasó a formar parte del clero regular de la Orden de Predicadores, nos hace pensar que desde pequeño fue destinado por sus padres a seguir la carrera eclesiástica. Por ende —si seguimos este supuesto—, es posible que cursase las primeras letras y la Gramática latina bajo la tutela dominica, sin embargo, no contamos con pruebas fehacientes que nos permitan tener una certeza absoluta al respecto.
Jorge Cáceres Riquelme

Estudió Filosofía en el Convento del Rosario de Santiago (hoy Iglesia de Santo Domingo). El 30 de septiembre de 1763, Diaz se tituló de Bachiller, Licenciado y Doctor de Teología por la Real Universidad de San Felipe, llegando a ser miembro de su claustro. Llegó a obtener el grado de Presentado, y el 28 de junio de 1797 recibió en La Serena el grado de Maestro de la Orden de los Predicadores. Se le ha llegado a atribuir la condición de Doctor en Medicina, pero este dato se ha revelado como falso. También se le presume educación en Lima, pero la falta de evidencia histórica sugiere que existe una confusión entre su biografía y la de su hermano José Alberto, quien sí estudio en la capital peruana.
Se desempeñó como Preceptor de Latín y Catedrático de Filosofía y Teología. Erradamente se cree que Díaz fue introductor de una de las primeras imprentas en el país, la cual trajo directamente desde Lima y que él mismo operó (adelantándose a Camilo Henríquez y José Miguel Carrera). Sin embargo, la realidad es que Díaz no trajo ninguna imprenta, y sólo ocupó una ya existente en Santiago:

El primer impreso chileno data del año 1776 y corresponde al texto titulado Modo de ganar el Jubileo Santo, que era un “pequeño manual de ocho páginas” (Ávila Martel, 1976: 11). Por otro lado, la primera publicación de Díaz corresponde al año 1782 y ni siquiera fue impresa en Chile, sino en Lima. [...] Además del Modo de ganar el Jubileo Santo, de aquella primitiva imprenta salieron dos tesis universitarias fechadas en 1780, dos esquelas de convite del mismo año y las cinco hojas que corresponden a los reglamentos de la Recoleta Dominica establecidos por Sebastián Díaz.
Jorge Cáceres Riquelme

Díaz se trasladaría a La Serena, donde fue Prior en 1774, y después regresó a la capital para instalarse en la casa de observancia instituida en 1753 bajo el nombre de Recoleta Dominica. En 1763, se nombrado Lector de Teología. Tras la muerte del padre Manuel Acuña, Diaz devino en Prior de la Recoleta Dominica, labor que realizó en dos periodos (1781-1784 y 1786-1794). Durante su primer priorato, en 1783, ocurrió uno de los desbordes más devastadores del río Mapocho, conocido como la “Avenida Grande del Mapocho”:

La ciudad quedó partida en dos y convertida en una laguna, las aguas entraron por la chacra de Balmaceda y voltearon los malecones frente a la Quinta Alegre (entre Plaza Baquedano y Av. Seminario) y todo su margen derecho, a lo largo de catorce manzanas. El río destruyó todo a su paso, incluido los antiguos tajamares.
Ángela Guajardo

De entre los infraestructuras dañadas, una de las más afectadas fue el monasterio de las Carmelitas de San Rafael, la cual se vio completamente anegado. Estas fueron hospedadas en la Recoleta Dominica por orden de Diaz. Del altruismo de Diaz queda constancia también en su auxilio a un tercero y su familia, a los que salvó de caer en la pobreza:

Hallabase un caballero respetable en la mayor aflicción de su vida: esperaba que de un momento a otro se diese una sentencia por la cual iba a quedar infaliblemente reducido a la mas vergonzosa mendicidad, perdiendo todo su capital y patrimonio. Recurre en su desesperación a nuestro Diaz, este  le consuela, le anima, y tomando la pluma trabaja un asombroso escrito o memorial, y asegura a un hombre su subsistencia, la de toda una familia.
Domingo Aracena

Durante su segundo priorato, destaca el descubrimiento de los baños de Colina por parte de Diaz. Respecto de estos, en el Diccionario Geográfico de la República de Chile (1899), se puede leer lo siguiente:

Colina (Baños de).—Aguas termales situadas en el departamento de Santiago por los 33° 11' Lat. y 70º 36' Lon. á unos 35 kilómetros al N. de la ciudad de Santiago y nueve hacia el E. de la aldea de que toman el nombre: hánse llamado también de Peldehue por el fundo en cuyos términos se comprenden. Brotan sus aguas hacia la cabecera de una quebrada estrecha de las últimas faldas de los Andes, inmediatas á los arranques australes del cerro Colocalán, á una altitud de 909 metros y con una temperatura de 30° á 32° del centígrado; pero parece que esta temperatura ha sido más elevada, según la que señalaba en fines del siglo pasado el naturalista Molina. Contienen en disolución cloruros de sodio y de magnesia y sulfatos de soda y cal, las cuales se aplican especial mente á baños; existiendo además otra fuente de más baja temperatura y con menores proporciones de esos elementos, llamada "agua de Grajales", por el apellido de un médico español, que la acreditó en 1813 como bebida higiénica. Aunque conocidas estas aguas antes de 1795, no principiaron á ser visitadas con regularidad, sino desde ese tiempo en que los Padres del convento de Peldehue despejaron el sitio de donde manan y arreglaron el indispensable alojamiento para bañistas. Hoy presentan las convenientes comodidades para éstos y son bastante concurridas. Se comunican con la estación de Colina por una regular carretera.
Francisco Solano Asta-Buruaga y Cienfuegos

Mantuvo un rigorismo conventual estricto, siendo autor de múltiples reglamentos internos, a la vez que concluyó las labores de construcción del convento aún no finiquitadas en el priorato previo (y que se concluirían en 1794). Respecto del propio Acuña, Díaz llegaría a reconocerle su gran labor gestora a la hora de enfrentar los desafíos de mantención de la Recoleta Dominica, enfatizando el rechazo a la solicitud de limosnas:

Ella [la mantención económica de la institución] fue haberse concedido la licencia por el Soberano con la limitacion, de que este Convento no pidiese limosna […]. Crió los fondos de Hacienda; para el mismo fin vivificó los predios contiguos á las murallas del Convento, que oy son Viña, y Huerta; fabricó la Iglesia y los Claustros, plantó y cultivó la observancia: y cada cosa en su linea la mejor, que pudiera desearse.
Sebastián Diaz

Su dirigencia, sin embargo, no estuvo exenta de problemas. El número de religiosos en el convento era muy reducido, al punto de que fue necesario mandar a pedir sacerdotes adicionales a España (petición hecha por Ambrosio O'Higgins). La baja cantidad de correligionarios en el convento se explica por la propia actividad de Diaz a quien, por su rigorismo y arbitrariedad en las decisiones, se acusó de haber abusado de sus facultades como prior, llevando a la ida de muchos de sus compañeros orden a abandonar el convento:

Sin embargo, aquel P. José Godoy que había prestado calurosos elogios á su libro, en carta que escribió al Rey con fecha 6 de octubre de 1794, con ocasión de un expediente levantado por Díaz en 1791 para dar cuenta al Consejo de Indias del estado del convento que regía como prior, le acusaba de tener el dinero invertido en obras inútiles, de haber sostenido muchos pleitos infundados, de la supresión de la escuela de niños anexa al convento, de arbitrariedad y abuso en el ejercicio de sus facultades, obligando á separarse del convento á muchos religiosos, hasta el punto de haber quedado ahí sólo tres sacerdotes y cinco hermanos legos.
José Toribio Medina

Hacia 1780, los marqueses de la Pica se adjudicaron los servicios del padre Díaz para que éste se ocupase de la educación de sus hijos. En pos de ello, el dominico confeccionó un plan enciclopédico de enseñanza destinado al público general, objetivado en su Noticia general de las cosas del mundo por el orden de su colocación. Fue pensada en dos partes: una dedicada a los cuerpos celestes, y otra (inédita) dedicada a los cuerpos terrestres. Esta obra gozó de gran aprobación y popularidad en época, al punto en que el claustro de la Real Universidad de San Felipe adquirió una copia para la biblioteca universitaria. Es considerado el primer texto de carácter didáctico impreso en Chile.
Su vocación autodidacta y sistemática lo volvieron uno de los intelectuales mejor formados de su época, particularmente en materia científica:

Aparte de los estudios oficiales cursados por Díaz, sabemos que fue autodidacta y que se preocupó por adquirir una cantidad ingente de conocimientos que no eran de fácil acceso ni de simple asimilación, como derecho canónico y civil, medicina, matemáticas, botánica, astronomía, historia, literatura, idiomas, etc.
Jorge Cáceres Riquelme

Su ciencia no se limitaba a esta o aquella facultad en particular: se extendia a todo el vasto campo del saber, y podría llamarsele con toda propiedad sabio en toda la extensión de la palabra. El derecho canonico y civil, la medicina, las matematicas le eran demasiado familiares, en la filosofia y ciencias naturales, especialmente en la botanica, que era el objeto favorito de sus observaciones en sus viajes, era versadisimo. Todos los que tuvieron la felicidad de tratarle, admiran sus grandes conocimientos sobre historia natural y la amenidad y dulzura de sus conversaciones sobre cualquier punto que se ofreciese relativo a alguno de los tres reinos. Poco hace que se conservaban dos termometros de los que solia llevar en sus viajes, habiendose perdido totalmente la coleccion de sus instrumentos, tanto pertenecientes a la historia natural como a las matematicas y en particular a la astronomia, por haber caido en manos de individuos que no sabiendo manejarlos, no conocian su merito. En la teologia no solo dogmatica, sino tambien moral, polemica, mistica y expositiva sobresalia tanto cuanto esta ciencia es mas preferible a las demas para un relijioso dominico. Asi es que los obispos y otros grandes personajes no se desdeñaban de venir a la Recoleta a consultarle sobre muchos y graves asuntos. […] Por lo que respecta a la historia, no tenemos datos para graduar los conocimientos de nuestro Diaz, pero por una consecuencia necesaria inferimos que siendo este estudio el mas facil y el mas indispensable para otros de mas alta categoria, no podria nuestro autor dejar de estar profundamente versado en la historia eclesiastica y profana. Asimismo, por carecer de datos, no podemos decir nada sobre la literatura en jeneral, solo afirmaremos que fue completamente versado en la literatura latina. Estaba superiormente familiarizado con todos los autores clasicos del Lacio, que hoi existen, tanto prosaicos como poetas. Su memoria fue admirable, llegando a tal grado, como algunos aseguran, que nada olvidaba de lo que leía. Se refiere que a veces en su misma ancianidad, cuando se ofrecia, recitaba con tanta exactitud las reglas de la sintaxis y prosodia latina, como si acabara de estudiarlas. A esto debió, por consiguiente la admirable facilidad con que aprendió los idiomas italiano, frances e ingles; y de este ultimo nos consta que lo hablaba con desembarazo, hasta terminos de sostener una conversación, y oir confesiones de ingleses catolicos.
Domingo Aracena

Era políglota: además de latín, sabía inglés, italiano y francés. A tal grado llegó su interés formativo que realizó una petición a la Inquisición peruana con motivo de que le permitiera leer obras incluidas en el Índice de libros prohibidos de la Inquisición española. Para su fortuna, y tras mandar la solicitud, en 1793 se le concedió la licencia. Lamentable, se desconoce qué libros leyó haciendo uso de dicha licencia. Falleció en Santiago de Chile en 1813. Sus cenizas reposan en la sala de Capítulo de la Recolección Dominicana.

## Pensamiento

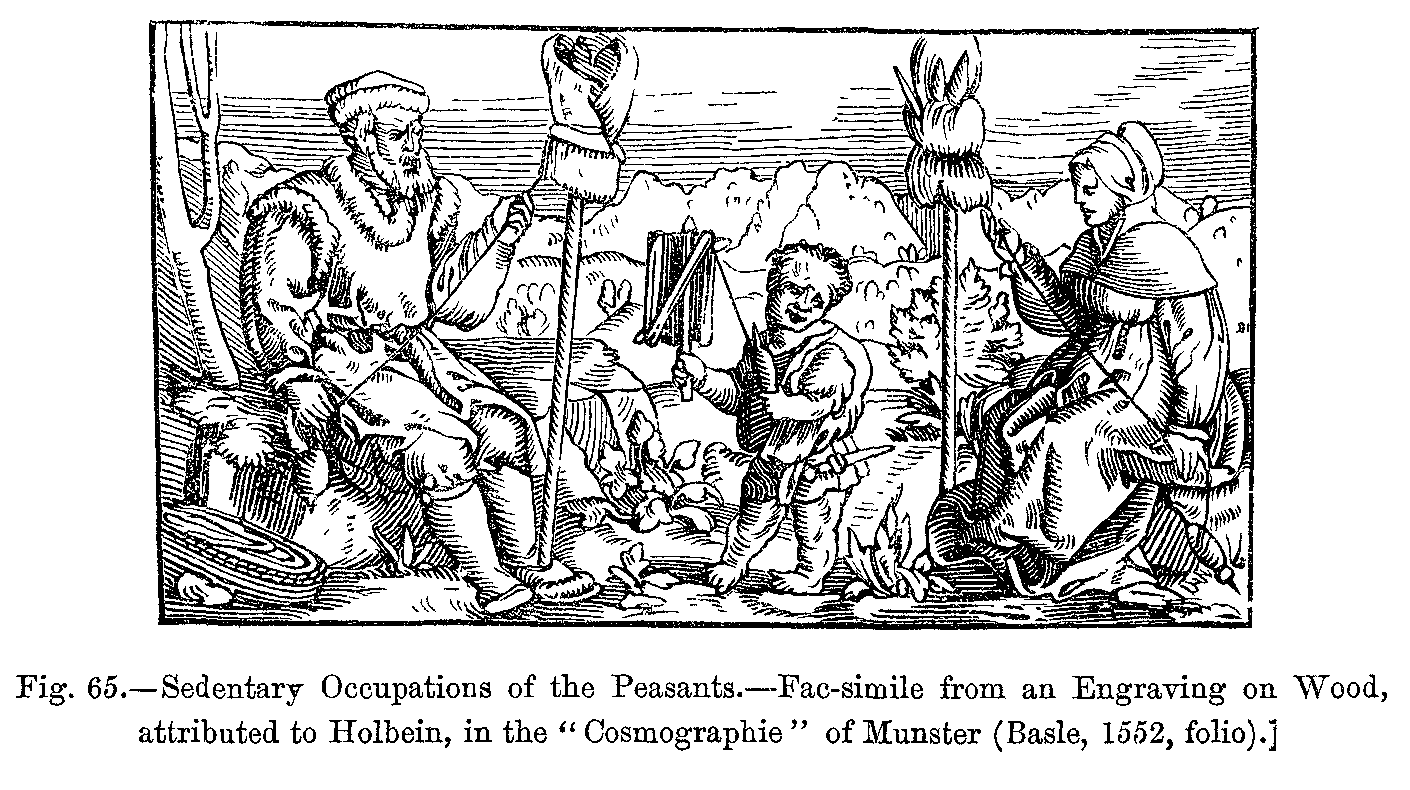
Sedentary Occupations of Peasants - por Holbein, en la "Cosmographie" de Sebastian Münster (Basilea, 1552, folio). El término cosmografía tiene dos significados distintos: tradicionalmente ha sido la protociencia de cartografiar las características generales del cosmos, el cielo y la Tierra; más recientemente, se ha utilizado para describir el esfuerzo continuo por determinar las características a gran escala del universo observable.

La Noticia general de las cosas del mundo por el orden de su colocación de Sebastián Díaz es el primer tratado de cosmografía escrito en Chile (anterior a la Cosmografía o descripción del universo (1848), de Andrés Bello), impreso en Lima en 1783 (aunque la dedicatoria de la obra está fechada el 9 de julio de 1781, el proceso de aceptación y censura del texto culminó el 8 de febrero de 1783, cuando obtuvo la licencia final de publicación). En una nota de este texto, Díaz propone un sistema ortográfico fonético que tiene por objeto escribir las palabras tal como se pronunciaban, enfoque de poco uso en Chile e Hispanoamérica por aquellos años. Esto ha llevado a que Díaz sea propuesto como el primer reformador de la ortografía española en Chile.

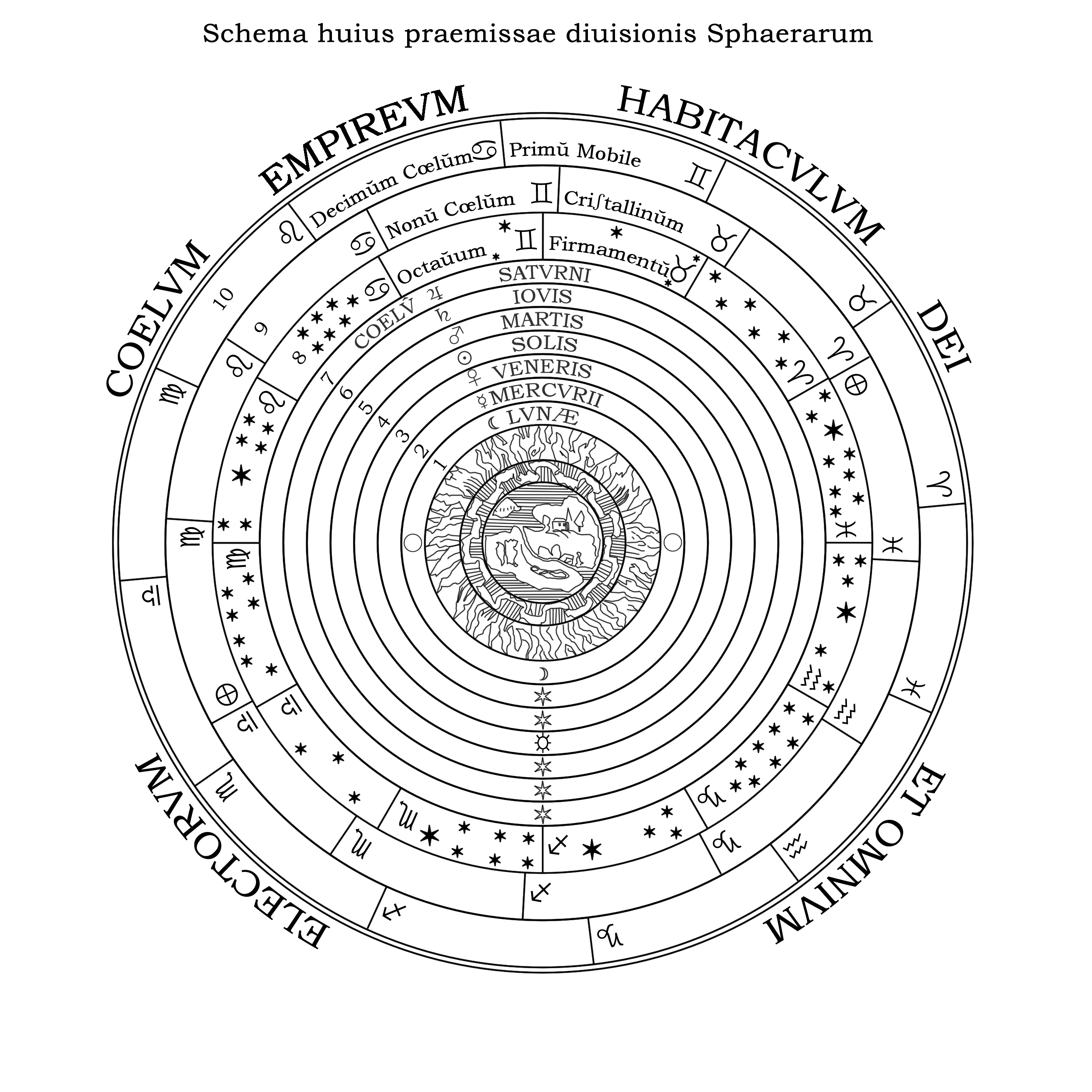
Reproducción digital del diagrama de los orbes celestes de Pedro Apiano, extraído de su obra Cosmographia, de 1539. Esta representación del sistema geocéntrico es la que Sebastián Díaz aplica en la Noticia. El esquema se encuentra segmentado en el siguiente orden: El cielo empíreo (ardiente), morada de Dios y de todos los elegidos; décimo cielo, de la causa primera; noveno cielo, cristalino; Octavo cielo, el firmamento; cielo de Saturno, Júpiter, Marte, el Sol, Venus, Mercurio y la Luna.

En su cosmografía, deudora de los modelos renacentistas de Cristóbal Clavio y Gerolamo Cardano (entre otros), Diaz hace uso del modelo de las esferas aristotélicas, pero aceptando el postulado de la excepcionalidad del origen divino de tierra sobre la superficie acuática para, a continuación, defender la existencia de un único cuerpo compuesto por ambos elementos (el globo terráqueo) y dudar de la existencia de una esfera de fuego; a la vez que el domínico segmenta los cielos en tres partes: cielo aéreo, escenario de los fenómenos meteorológicos (todos aquellos fenómenos atmosféricos que hoy son estudiados por la meteorología); firmamento, objeto de estudio de la ciencia moderna en materia de cosmografía (los cuerpos celestes, los sistemas cosmológicos, el calendario, etc.); y cielo empíreo, dedicado a las verdades de la religión (la naturaleza divina, la relación de Dios con la humanidad, los ángeles, la traición de Luzbel a Dios y el castigo que obtuvo junto a sus secuaces, la visión beatífica, etc.). Mismo modelo del cielo tendrían pensadores coetáneos como Manuel Lacunza en su Venida del Mesías en Gloria y Majestad. Este cambalache entre la tradición medieval de cuño aristotélico-tomista y la tradición renacentista vuelven a este texto el fiel representante de un período de eclecticismo y desintegración del escolasticismo colonial.
En el siglo XVIII, sistemas cosmológicos como el ptolemaico, tychónico o copernicano ya eran conocidos en Chile. La obra de fray Sebastián Díaz los trabaja sin pronunciarse a favor de ninguno. No es un hecho menor este trato neutral de los modelos. En la América española algunas congregaciones religiosas se opusieron a la enseñanza del sistema copernicano en las universidades, entre ellos los dominicos (orden a la que perteneció Díaz). No obstante esta neutralidad, todo parece sugerir que Díaz favorecía el modelo tychónico, reconociendo los fallos del geocentrismo ptolemaico, pero evitando el heliocentrismo copernicano por la condena que este había recibido por Urbano VIII en 1633; actitud muy propia, de hecho, de la intelectualidad hispánica en lo que a cuestiones cosmológicas y cosmográficas refiere. El contacto con el iluminismo español hace de la obra de Diaz muy meritoria, a la vez que limitada:

Las ideas consignadas en la obra están todas al nivel de los conocimientos del siglo pasado, como podian ser las que poseian entonces todos los hombres sabios de Chile. De manera que el padre Diaz en su obra no hizo mas que esponer los conocimientos de la época, de un modo enteramente conforme con las ideas de los escritores de la Península, que él consultaria, y que eran los únicos que podian llegar á las manos de los chilenos que pasaban por instruidos. En todas las obras del padre Diaz se nota que poseia un talento despejado, que le hacia arrostrar las inmensas dificultades que le presentaria la composicion de una obra que versa en la mayor parte sobre materias que entonces eran ignoradas en Chile, y que debió por consiguiente ser mucho su estudio y aplicación para poder aclarar con solo la lectura y meditacion todas las dudas que le ocurririan sobre materias oscuras por sí mismas, dudas que tal vez pocos de los sabios de Chile podrian entonces resolver.
José Ignacio Víctor Eyzaguirre

El autor, como lo indica el título, se había propuesto esponer científicamente el sistema jeneral del mundo. El libro carece, por lo demás, de orijinalidad; i, a la inversa, no es sino trasunto de las ideas admitidas como ciertas en aquella época de atraso. Al lado de teorías exactas se leen esplicaciones verdaderamente absurdas. No puede negarse, sin embargo, que esta obra revela una base estraordinaria de lectura i estudios.
Domingo Amunátegui Solar

En el debate sobre las pasiones como atributos del cuerpo carnal y su “desorden” como causa, Díaz argumentaba que el desorden de las pasiones era una huella en la naturaleza humana del pecado original. La desobediencia de Adán y Eva hacia la orden de Dios trajo consigo el destierro del Paraíso, condición de caída que ha de pagarse con trabajos o penitencias. La disciplina corporal y la educación de las pasiones ante la adversidad del mundo es el medio para obtener la salvación.
Por la época y por sus convicciones religiosas, se puede ver en la figura de Sebastián Díaz a un fraile de corte realista, defensor de la Imperio español y de la hegemonía del catolicismo. Sus principales adversarios teológicos-filosóficos eran las propuestas que las naciones extranjeras, y en especial los franceses (invasores de territorio español en 1808, dando inicio a la Guerra de la Independencia Española), estaban profesando y popularizando: el protestantismo, el deísmo, el materialismo, el spinozismo y la masonería.
Enrique Montt Montt atribuye a Díaz un papel más sustantivo combatiendo las ideas independentistas, siendo este enviado por orden de Fernando VII de España a Concepción para realizar labores de apaciguamiento de la población, predicando en la plaza pública sobre los perjuicios que traería la emancipación del país. Los cabecillas independentistas habrían trazado un plan para deshacerse de Diaz, siendo secuestrado y enviado a Santiago, frustrando así su misión. Sin embargo, existen elementos históricos de peso que cuestionan la credibilidad de que tal hecho haya ocurrido, ya sea total o parcialmente; especialmente el desmejorado estado de salud que Díaz arrastraba por aquellos años (pobreza de salud que había sido constante a lo largo de su vida).

## Obras seleccionadas
- Descripción narrativa de las religiosas costumbres del M. R. P. Mro. Fr. Manuel de Acuña, primer Prior de la Casa de Observancia de Nra. Señora de Belén, Orden de Predicadores de Santiago de Chile, que hace el P. Fr. Sebastián Díaz, su sucesor para recuerdo exemplar de los religiosos de este convento, y edificación del pueblo christiano (Lima: Imprenta Real, 1782).
- Noticia general de las cosas del mundo por el orden de su colocacion. Para el uso de la Casa de los Señores Marquezes de la Pica y para instruccion comun de la Jubentud del Reyno de Chile (primera parte, Lima: Imprenta Real, 1783; segunda parte, inédita, 1800).
- Reglamento interior de la Recoleta Dominica. Santiago de Chile: Imprenta de la Recoleta Dominica, 1783.
- Vida y virtudes de Sor María Mercedes de la Purificación. Religiosa profesa para el coro en el Monasterio de Dominicas de Santa Rosa de Santiago de Chile (Santiago de Chile, 1919)
- Tratado contra las falsas piedades (inédito, 1786)
- Manual Dogmático i Polemico. Escrito por el R. P. Mro. i Dr. Fr. Sebastian Diaz, Segundo Prior de la Recoleta Dominica (inédito, probablemente de 1808)
- Tratado elemental de Geometría (inédito)
- Exposición de la Geometría Elemental del Grande Euclides (inédito)
- Ensayo sobre los lugares geográficos (existencia dudosa)